# تپه سنجر ۶
تپه سنجر ۶ مربوط به پیش از تاریخ تا دوره عیلامیان است و در جاده شوش به اندیمشک، نرسیده به سه راهی دهلران واقع شده و این اثر در تاریخ ۲۵ اسفند ۱۳۷۹ با شمارهٔ ثبت ۳۰۷۸ به‌عنوان یکی از آثار ملی ایران به ثبت رسیده است.